# Motya arcuata
Motya arcuata är en fjärilsart som beskrevs av William Schaus 1910. Motya arcuata ingår i släktet Motya och familjen trågspinnare. Inga underarter finns listade i Catalogue of Life.